# Herpsilochmus stictocephalus
Herpsilochmus stictocephalus е вид птица от семейство Thamnophilidae.

## Разпространение
Видът е разпространен в Бразилия, Венецуела, Гвиана, Суринам и Френска Гвиана.